# Petrorossia anomala
Petrorossia anomala är en tvåvingeart som beskrevs av Zaitzev 1974. Petrorossia anomala ingår i släktet Petrorossia och familjen svävflugor. Inga underarter finns listade i Catalogue of Life.